# Sanaigmore Bay
Die Sanaigmore Bay, auch Sanougmore Bay, ist eine Bucht an der Nordwestküste der schottischen Hebrideninsel Islay. Sie liegt etwa 13 km nordwestlich von Bridgend, 20 km nördlich von Portnahaven und markiert den Beginn der Halbinsel Ardnave. Die nächstgelegene Ortschaft ist die kleine Siedlung Sanaigmore. An der Einfahrt ist die etwa 250 m tief ins Land schneidende Bucht 200 m breit. Großteils ist an der Sanaigmore Bay eine flache Felsküste vorzufinden, am Kopf gibt es jedoch auch sandige Strandbereiche.

## Umgebung
Im Nordwesten der Bucht auf einer Anhöhe finden sich die Überreste eines Duns. Er umfasste ein Areal von etwa 10 m × 8 m und war von einer etwa drei Meter mächtigen Mauer umgeben. Der Eingang befand sich wahrscheinlich im Südwesten. In den Dünen um Sanaigmore Bay wurden Spuren früherer Besiedlung freigelegt. Ob es sich hierbei um eine oder mehrere Ortschaften gehandelt hat, ist nicht bekannt. An einem Fundort am Westufer der Bucht wurden in geringer Tiefe zahlreiche Tonscherben, Feuerstein und menschliche Gebeine freigelegt. An der Ostküste wurden ebenfalls Tonscherben und Feuerstein, jedoch auch ein Kessel, Muschelreste und die Überreste von Feldeingrenzungen, welche eine landwirtschaftliche Nutzung der Gegend bezeugen, gefunden. Wenige hundert Meter südwestlich wurde ein wahrscheinlich frühmittelalterlicher, bronzener Armreif entdeckt.